# 韓寿 (西晋)
韓 寿（韓壽、かん じゅ、? - 291年頃）は、西晋の人物。字は徳真。南陽郡堵陽県（現在の河南省南陽市方城県）の人。恵帝司馬衷の外戚。賈謐の父。魏の司徒韓曁の曾孫で、韓王信の子孫とされる。

## 経歴
美男であり、賈充の娘である賈午に、家で開かれた宴席で一目ぼれし、韓寿の元使用人の女中に取り持ってもらい密通した。賈充は武帝から自分が拝領した香を韓寿が使っていたことから娘の密通を知り、結婚させた。賈充に男子がなかったので韓寿の子が養子となって賈家を継いだが、それが賈謐である。
賈充の司空掾となり、恵帝が即位すると散騎常侍・河南尹となった。元康の初めに死去し、驃騎将軍を追贈された。
永康元年（300年）4月、兄の韓保、弟の韓豫・韓鑒・韓蔚は賈皇后の廃后の際に賈謐と共に全員誅殺された。

## 伝記資料
- 『晋書』巻40「列伝第10 賈充」